# 中缅木莲
中缅木莲（学名：Manglietia hookeri），为木兰科木莲属下的一个植物种。